# Alessandro Lambruschini
Alessandro Lambruschini (ur. 7 stycznia 1965 w Fucecchio) – włoski lekkoatleta specjalizujący się w biegach długodystansowych, przede wszystkim w biegu na 3000 metrów z przeszkodami, trzykrotny uczestnik letnich igrzysk olimpijskich (Seul 1988, Barcelona 1992, Atlanta 1996), brązowy medalista olimpijski z Atlanty w biegu na 3000 metrów z przeszkodami.

## Sukcesy sportowe
- dwukrotny mistrz Włoch w biegu na 1500 m – 1986, 1993
- sześciokrotny mistrz Włoch w biegu na 3000 m z przeszkodami – 1986, 1987, 1990, 1992, 1994, 1996[1]
- dwukrotny halowy mistrz Włoch w biegu na 3000 m – 1991, 1992[2]
- wielokrotny reprezentant kraju w pucharze Europy (5 zwycięstw indywidualnych w finale "A" / superlidze)[3]

| Rok  | Miasto       | Zawody                     | Konkurencja                   | Wynik         |
| ---- | ------------ | -------------------------- | ----------------------------- | ------------- |
| 1987 | Indianapolis | halowe mistrzostwa świata  | bieg na 1500 m                | 8. miejsce    |
| 1987 | Latakia      | igrzyska śródziemnomorskie | bieg na 3000 m z przeszkodami | złoty medal   |
| 1987 | Rzym         | mistrzostwa świata         | bieg na 3000 m z przeszkodami | 9. miejsce    |
| 1988 | Seul         | igrzyska olimpijskie       | bieg na 3000 m z przeszkodami | 4. miejsce    |
| 1989 | Barcelona    | puchar świata              | bieg na 3000 m z przeszkodami | 2. miejsce    |
| 1990 | Split        | mistrzostwa Europy         | bieg na 3000 m z przeszkodami | brązowy medal |
| 1991 | Ateny        | igrzyska śródziemnomorskie | bieg na 3000 m z przeszkodami | srebrny medal |
| 1992 | Barcelona    | igrzyska olimpijskie       | bieg na 3000 m z przeszkodami | 4. miejsce    |
| 1993 | Stuttgart    | mistrzostwa świata         | bieg na 3000 m z przeszkodami | brązowy medal |
| 1994 | Helsinki     | mistrzostwa Europy         | bieg na 3000 m z przeszkodami | złoty medal   |
| 1994 | Londyn       | puchar świata              | bieg na 3000 m z przeszkodami | 3. miejsce    |
| 1995 | Göteborg     | mistrzostwa świata         | bieg na 3000 m z przeszkodami | 10. miejsce   |
| 1996 | Atlanta      | igrzyska olimpijskie       | bieg na 3000 m z przeszkodami | brązowy medal |
| 1997 | Ateny        | mistrzostwa świata         | bieg na 3000 m z przeszkodami | 6. miejsce    |
| 1998 | Budapeszt    | mistrzostwa Europy         | bieg na 3000 m z przeszkodami | srebrny medal |

## Rekordy życiowe
- bieg na 1500 m – 3:35,27 – Rzym 22/07/1987
- bieg na 1500 m (hala) – 3:39,31 – Genua 18/02/1992
- bieg na 1 milę – 3:59,46 – San Donato Milanese 30/05/1992
- bieg na 2000 m – 5:03,83 – Sydney 25/01/1992
- bieg na 3000 m – 7:44,70 – Tirrenia 26/07/1997
- bieg na 5000 m – 13:30,96 – Rzym 27/06/1993
- Bieg na 10 000 m – 28:32,80 – Rubiera 20/04/1996
- bieg na 2000 m z przeszkodami – 5:18,36 – Werona 12/09/1989
- bieg na 3000 m z przeszkodami – 8:08,78 – Stuttgart 21/08/1993